# Ferrari LaFerrari
El Ferrari LaFerrari, també conegut pel seu nom de projecte F150 o F70, és un automòbil superesportiu híbrid elèctric d'edició limitada produït pel fabricant italià Ferrari de 2013 a 2018.

## Presentació i disseny

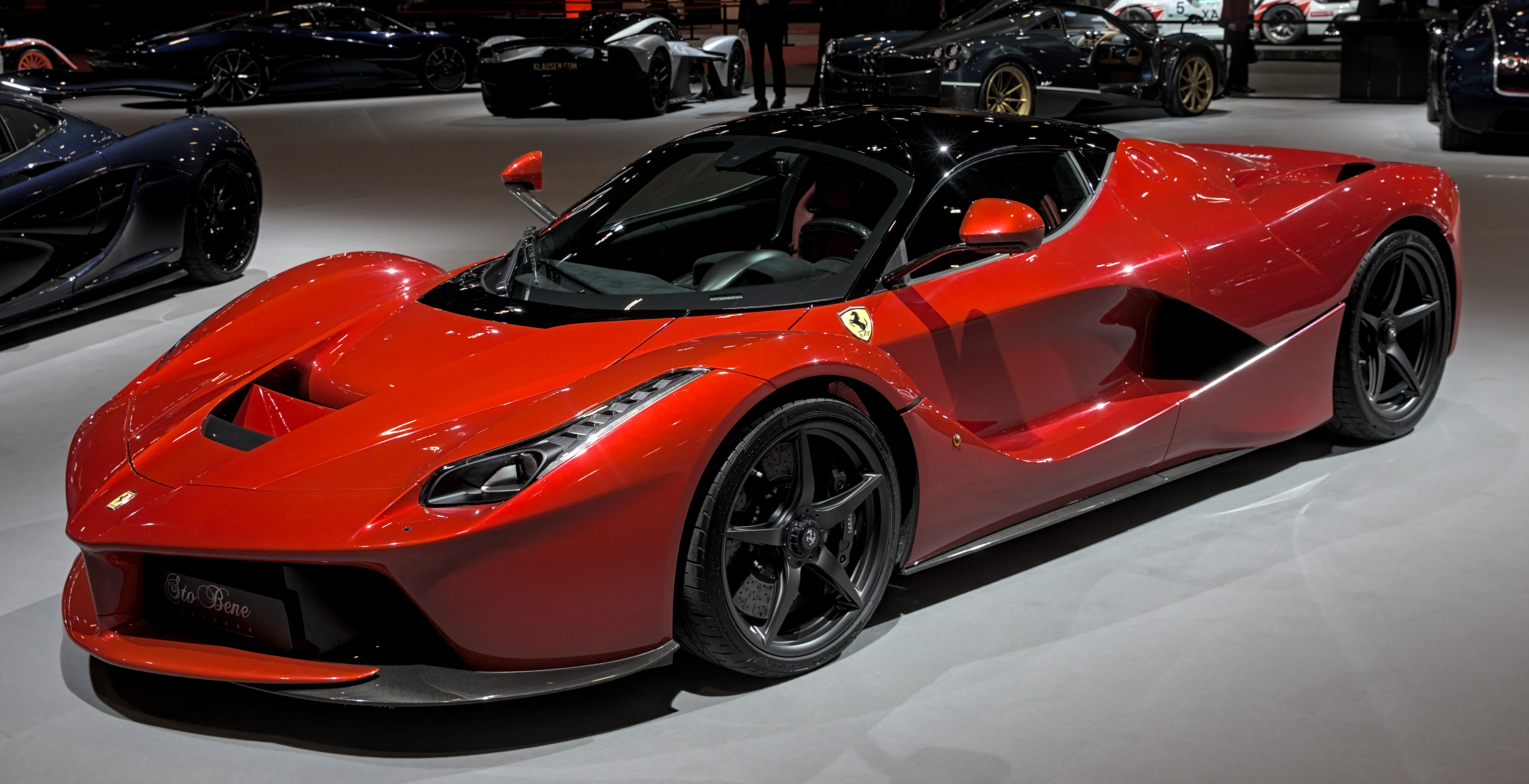

L'automòbil i el seu nom definitiu van ser presentats oficialment en el Saló de l'Automòbil de Ginebra de 2013. És el successor del Ferrari Enzo i es fabricarien 499 unitats d'unes 700 peticions per escrit de clients elegibles, amb un preu inicial de més d'1 300 000 $ ($1 512 271 en 2024). No obstant això, un més va ser encarregat per a ser subhastat en benefici de les víctimes del terratrèmol d'Itàlia central d'agost de 2016.
És un biplaça amb carrosseria cupè de dues portes, amb motor central-darrere muntat longitudinalment i de tracció posterior. Està basat en resultats obtinguts en proves amb el Ferrari FXX 1 i en recerques dirigides pel Laboratori MilleChili Project en la Universitat de Mòdena.
És el primer Ferrari dissenyat enterament dins del Centre Stile Ferrari dirigit per Flavio Manzoni, sense l'habitual col·laboració provinent de Pininfarina, la decisió de la qual va acabar amb una llarga tradició de dissenyar vehicles Ferrari per part d'aquesta casa des de 1951. No obstant això, Ferrari ha assegurat que existeixen dos models en camí que sí que compten amb la col·laboració de Pininfarina i no s'albira cap final amb la relació de negocis que existeix entre les dues companyies.

## Mecànica
És el primer vehicle híbrid elèctric de la casa de Maranello, una propulsió que el situa com el Ferrari més potent mai produït i li permet una reducció del 40% en consum de combustible.7 Compte amb el mateix motor V12 naturalment aspirat de 6262 cm³ (6,3 L; 382,1 plg) del Ferrari F12 berlinetta que desenvolupa una potència màxima de 800 CV (789 HP; 588 kW) a les 9000 rpm i un parell màxim de més de 700 N·m (516 lb·peu) a les 6750 rpm. Compta amb assistències electròniques com a control de tracció, control d'estabilitat i un diferencial electrònic de tercera generació. A més, es considera primordial tant el centre de gravetat, com l'eficiència i comoditat de la posició del conductor dins de l'habitacle.9 Inicialment s'especulava que el F70 estigués equipat amb una nova motorització de 7.3 litres És complementat per una unitat de fre regeneratiu (KERS) similar a la d'un Fórmula 1, que pot usar-se en descàrregues curtes i es compon de dos motors elèctrics desenvolupats en col·laboració amb Magneti Marelli que en conjunt distribueixen 120 kW (163 CV; 161 HP) i una bateria amb un pes de 60 kg (132 lliures), que es recarrega amb l'energia sobrant del motor de gasolina. La potència total combinada se situa així en 963 CV (950 HP; 708 kW) i el parell màxim en més de 900 N·m (664 lb·peu), encara que oficialment Lucca di Montezemolo havia declarat que LaFerrari no podria circular en mode elèctric, no obstant això, existeixen proves que pot desplaçar-se en curts lapses.
Té una caixa del canvi de doble embragatge de set marxes similar al d'un Fórmula 1. Compta amb un xassís de fibra de carboni i kevlar amb un pes pròxim als 1250 kg (2756 lliures) en buit. Està dotat amb frens de disc carboni-ceràmics signats per Brembo de 398 x 36 mm (15,7 x 1,4 polzades) en la part davantera i 380 x 34 mm (15,0 x 1,3 polzades) en la posterior, mentre que els rines Pirelli P-Zero mesuren 265/30 R 19 polzades (48,3 cm) davanteres i 345/30 R 20 polzades (50,8 cm) posteriors.12 La marca també assegura que les emissions de CO₂ són de 330 g (11,6 unces)/km.

## Prestacions
Segons dades oficials, aconsegueix una velocitat màxima superior a les 217 mph (349 km/h),1314 accelera de 0 a 60 mph (0 a 97 km/h) en 2,4 segons, de 0 a 200 km/h (0 a 124 mph) en menys de 7 segons i de 0 a 300 km/h (0 a 186 mph) en 15 segons. No obstant això, en un vídeo d'una persona irresponsable qui anava al volant amb una sola mà i l'altra subjectant una càmera, va aconseguir 372 km/h (231 mph) circulant per una Autobahn alemanya.
El pilot espanyol Fernando Alonso, va fer un volt en el Circuit de Fiorano de 1,862 milles (2,997 km) en un temps d'1 minut i 20 segons, establint així un nou rècord mundial per a un cotxe de producció.

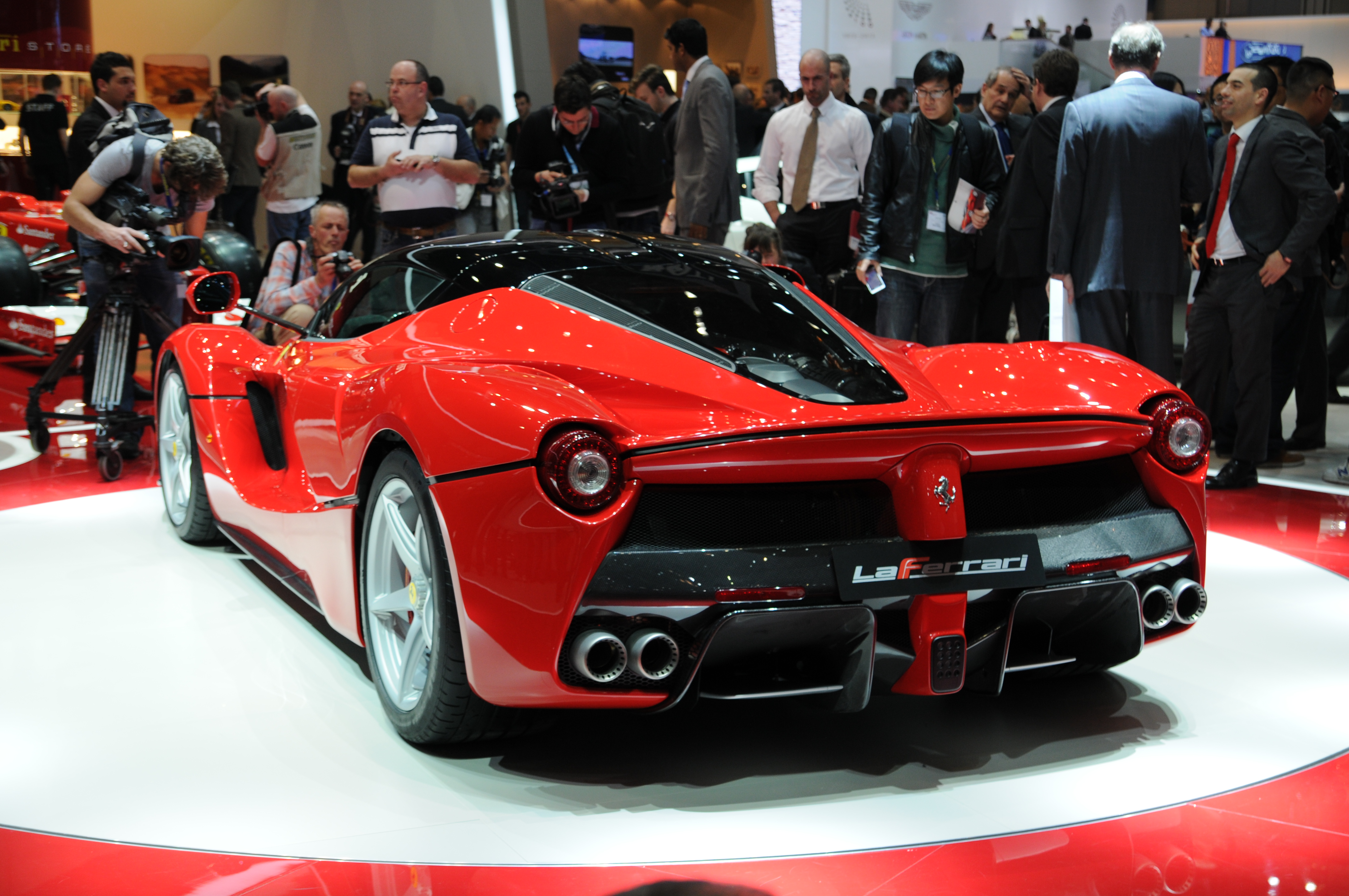
Vista posterior.

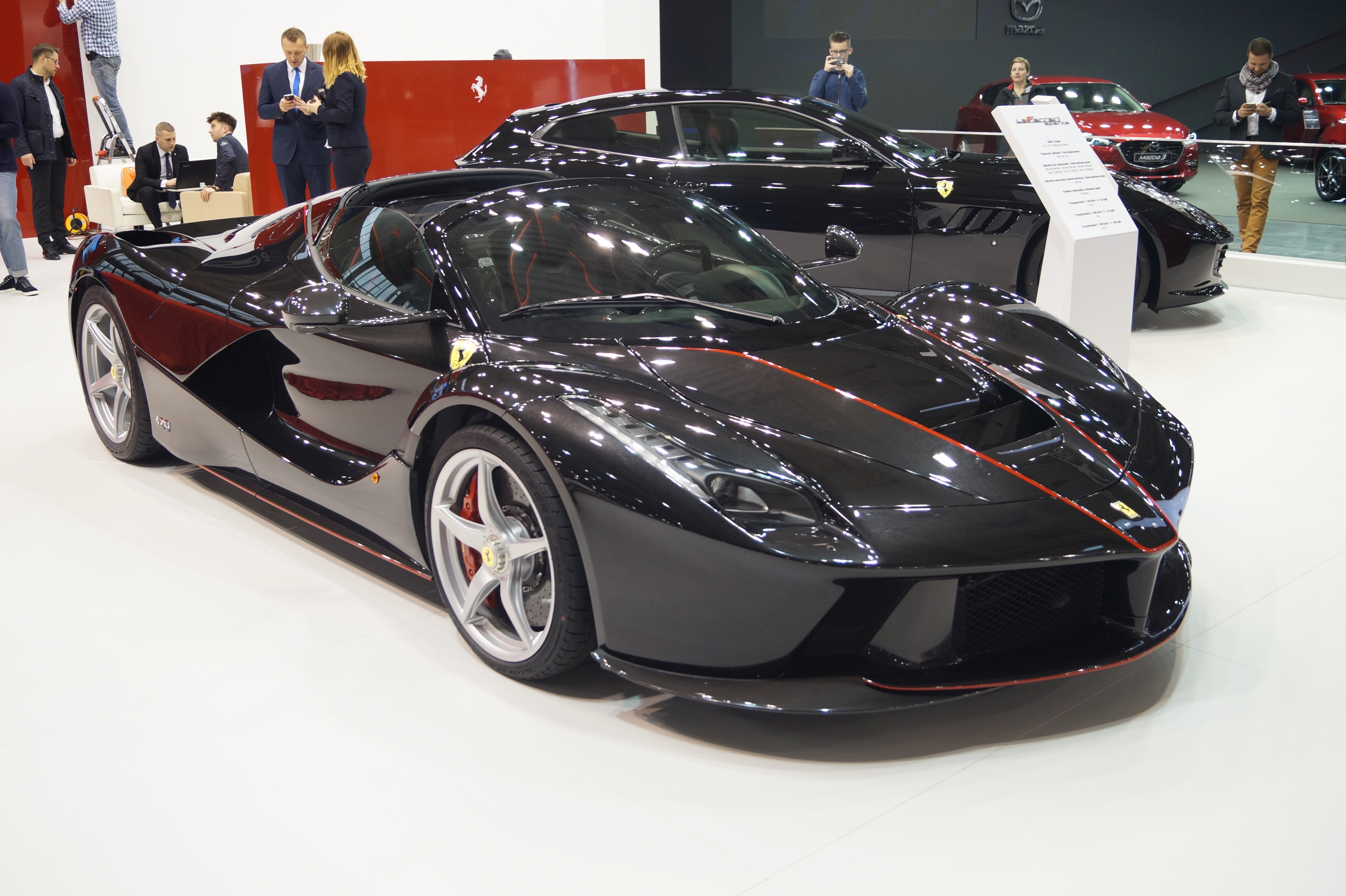
LaFerrari Aperta

| Materials del motor              | Bloc i culata d'aliatges d'alumini                  |
| Distribució                      | DOHC 4 vàlvules per cilindre (48 en total), amb VVT |
| Alimentació                      | Injecció de combustible, naturalment aspirat        |
| Diàmetre x carrera               | 94 per 75.2 mil·limetres (3.70 × 2.96 in)           |
| Relació de compressió            | 13.5:1                                              |
| Tall d'injecció (línia vermella) | 9250 rpm                                            |
| Potència específica              | 127,8 CV/litre                                      |
| Sistema de refrigeració          | Per aigua                                           |
| Sistema de lubricació            | Càrter sec                                          |
| Emissions de CO₂                 | 330 grams (11.6 oz)/km                              |
| Distribució de pes               | 41% davanter i 59% darrere                          |

## LaFerrari Aperta

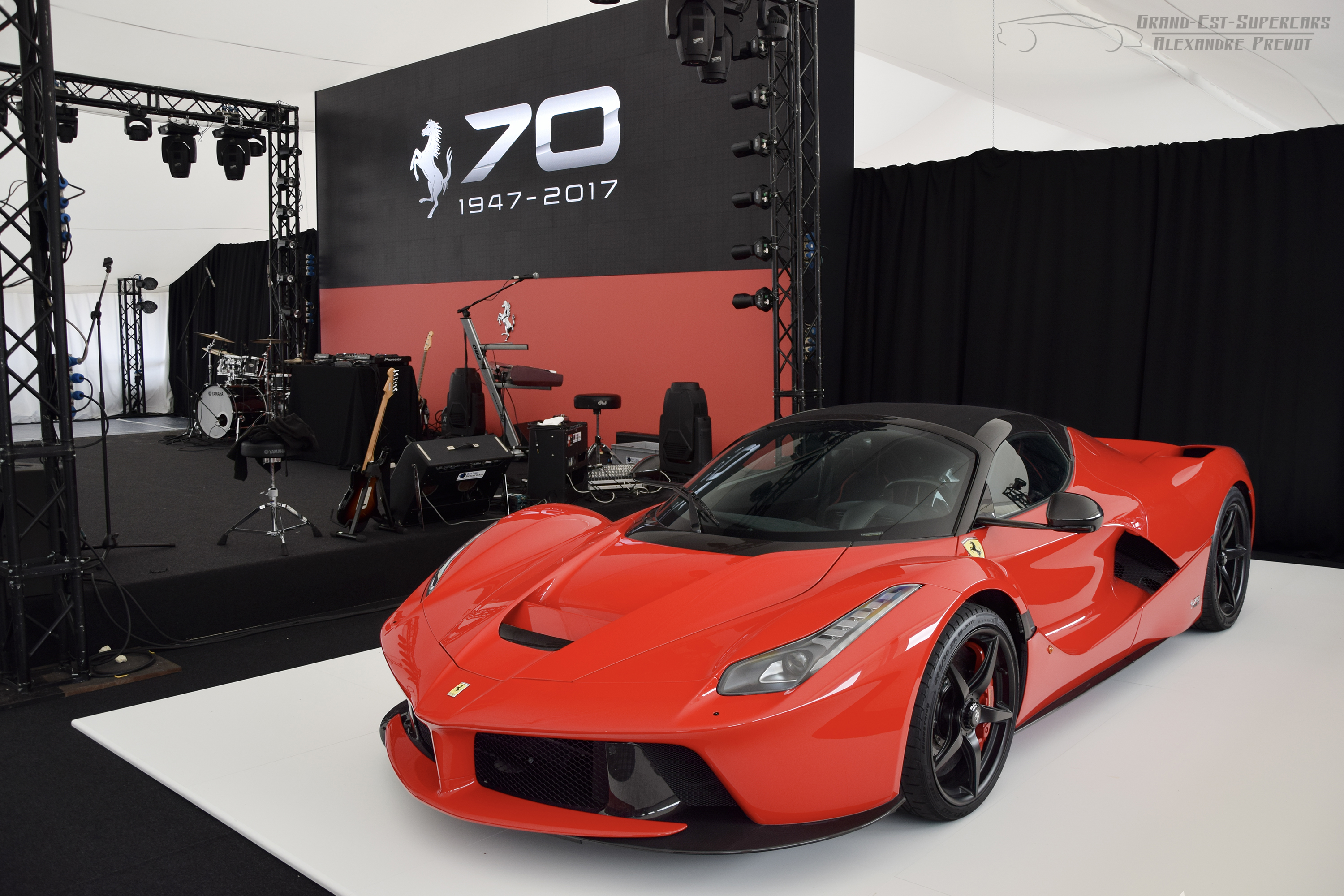
Aperta en el 70.º aniversari de la marca

El Aperta és la versió Spider de LaFerrari que va ser presentat en el Saló de l'Automòbil de París de 2016.
El disseny de LaFerrari Aperta manté les característiques fonamentals de la versió cupè. Es tracta d'un vehicle extrem i futurista, que integra perfectament la forma amb la funció, mantenint en la seva línia un estret vincle amb el llegat i la tradició Ferrari. L'única diferència notable és el sistema d'obertura de porta que, en obrir-les, es troben en un angle lleugerament diferent respecte al cupè. Gràcies a una sèrie de modificacions específicament dissenyades per a reforçar el xassís, té la mateixa xifra de rigidesa torsional.
Compta amb el mateix motor que el cupè amb una acceleració de 0 a 100 km/h (62 mph) en menys de 3 segons, de 0 a 200 km/h (124 mph) en menys de 7 segons, de 0 a 300 km/h (186 mph) en 15 segons i una velocitat màxima superior a les 217 mph (349 km/h), també idèntic al cupè, el que el convertia en el descapotable més ràpid de Ferrari fins a aquest moment. Quant a la seva aerodinàmica, es va tractar que tingués el mateix coeficient d'arrossegament que el cupè, fins i tot en absència del sostre rígid.
Es produirien un total de 209 unitats, de les quals 200 es vendrien a clients i les altres nou estaven reservades per a la celebració del 70è aniversari de la marca en 2017.4 No obstant això, una unitat addicional #210 va ser subhastada per la casa RM Sotheby's per al voltant de US$10 000 000 ($11 054 847 en 2024), que posteriorment van ser donats a beneficència de l'ONG Save the Children.